# Городище-Юшково
Городище-Юшково — деревня в городском округе Коломна Московской области. Население — 92 чел. (2021).

## История
До 2003 года деревня относилась к Никульскому сельскому округу, затем к Непецинскому сельскому округу, а с 2005 до 2017 года к Непецинскому сельскому поселению Коломенского района.

## Население
| 2002 | 2006 | 2010 | 2021 |
| ---- | ---- | ---- | ---- |
| 72   | ↘59  | ↘58  | ↗92  |

## Улицы
- Сельская
- Центральная
- Озёрная